# 密教21フォーラム
密教21フォーラム（みっきょう21ふぉーらむ）とは、真言宗の僧侶有志とそれをサポートする個人・団体によるボランタリーネットワーク。
地下鉄サリン事件など一連のオウム真理教の犯罪で、大量殺人の教義的根拠として悪用された密教の名誉回復のために、日本に展開した正統の密教、すなわち弘法大師空海の密教世界を正しく社会に伝えるため、その立場から現代のさまざまな問題、とくに生命倫理の問題に対して発言をしたり、密教や弘法大師空海の知恵や方法を現代の情報技術を駆使して情報教材化したり、各種フォーラムを実施している。

## 概要
フォーラム名「密教21フォーラム」は、「密教21世紀会議」を意味する。1997年（平成9年）に設立準備を開始し、1998年（平成10年）に正式発足した。
キャッチコピーは、「現代の密教化をめざすネットワーク」。スローガンは「大師の旗のもとに」。
創設時の主催者は、以下の10名（所属団体、役職名は当時のもの）。
- 井上弘道（埼玉県飯能市　秀常寺住職）
- 上村正剛（埼玉県さいたま市　岩槻大師住職）
- 小寺秀仁（埼玉県鴻巣市　法要寺住職）
- 山口正純（埼玉県川口市　密蔵院住職）
- 山崎武彦（埼玉県春日部市　光明寺住職）
- 磯山福正（東京都墨田区　正福寺住職）
- 竹内隆智（東京都大田区　宝泉寺住職）
- 中村義英（東京都台東区　延命院住職）
- 倉松忠信（栃木県鹿沼市　薬王寺住職）
- 長澤弘隆（栃木県栃木市　満福寺住職）

会員には真言宗各派の宗務役職者・前職・元職も多数参加している。主宰・実務は長澤弘隆が務めている。

## 構成
真言各派所属の僧侶 約200名、その他各界の有識者などで構成されている。会員制で、正会員（真言僧）・賛助会員（一般の個人・団体）・特別賛助会員（真言僧・個人を問わない）の区分がある。入退会は自由であり、密教や弘法大師空海に関心のある方なら誰でも参加できる。

### 運営
- 会長：上村正剛
- 事務局長：長澤弘隆

## 活動内容
- 弘法大師空海の知恵と方法に学ぶ異分野コラボレーションによるフォーラムの開催
- 専門家や有識者をゲストとするフォーラムの開催
- 生命倫理問題、とくに脳死移植に反対する活動
- ウェブサイト「エンサイクロメディア空海」での情報や意見の発信
- 密教や弘法大師空海の教えを正しく社会に伝える情報教材の制作・販売

## 開催フォーラム・講演会一覧

### オープンフォーラム
- 1999年（平成11年）11月、「六塵ことごとく文字」
- 2000年（平成12年）10月、「これでいいか、脳死移植」
- 2001年（平成13年）05月、「カリグラファー空海」
- 2001年（平成13年）10月、「五大にみな響きあり」
- 2002年（平成14年）09月、「空海アーカイブの可能性」
- 2008年（平成20年）05月、「チベットの歴史と仏教を学ぶ」
- 2009年（平成21年）06月、「空海の高野山開創と丹生都比売神社」
- 2010年（平成22年）06月、「東アジアのなかの空海」

### 特別講演
- 2006年（平成18年）10月、ダライ・ラマ法王特別講演「慈悲ー仏教徒からの世界平和と人権救済のメッセージ」

## 空海賞
空海賞は、空海の活動を現代に置き換えた、学術研究活動、文化芸術活動、国際交流活動、教育福祉活動、社会救済活動、教化情報活動、仏教青年会活動、ボランティア活動、寺院刷新活動、大師讃仰活動、その他（事相・悉曇・声明・詠歌・山岳修行など）の分野で顕著な業績がある者や団体を顕彰しあるいは激励する意味を込めて毎年一回贈呈されるものである。

### 日程
- 2017年（平成29年）05月、第1回「空海賞」贈呈式ならびに第1回大賞受賞者松岡正剛氏 記念講演「再来、『空海の夢』」
- 2018年（平成30年）10月、第2回「空海賞」贈呈式

### 受賞者
第1回
- 大賞：松岡正剛
- 学術奨励賞：蓮花寺佛教研究所
- 国際貢献賞：全真言国際救援機構（ＡＳＩＲＡ）

## 出版物
- 機関誌『密教メッセージ』（1997年 - 2015年）
- マルチアーカイブビデオ『蘇える空海』
- 長澤弘隆『空海の仏教総合学：高野山開創1200年記念』ノンブル社、2015年。ISBN 9784903470832。

## フォーラム出演者・機関誌寄稿者
- 浅葉克己（グラフィックデザイナー）
- 阿部龍文（真言宗智山派総本山智積院化主第69世）
- 綾部光洲（書家、早稲田大学講師）
- 池田美由紀（和太鼓奏者）
- 内海清美（和紙人形作家）
- 梅原猛（哲学者）
- 岡田弘隆（弁護士、真言宗僧侶）
- 金子郁容（慶應義塾大学教授）
- 北尾克三郎（まちづくり研究者・エコロジスト）
- 甑岳聖海（羽黒修験先達、テレビ局記者）
- 佐藤太郎（雑誌記者）
- 里中満智子（漫画家）
- 眞保龍敞（密教学者、真言宗僧侶）
- 菅野秀浩（真言宗僧侶）
- 杉浦康平（グラフィックデザイナー）
- 高橋憲吾（『空と海と風と：夫婦で愉しむ道草遍路』 前編・後編、文芸社、2001年。著者）
- 高柳和江（日本医科大学医療管理学教室助教授 医学博士）
- 竹村真一（文化人類学者）
- 多田富雄（免疫学者）
- 立松和平（作家）
- 永坂嘉光（写真家、大阪芸術大学助教授）
- 中嶌哲演（真言宗僧侶）
- 永島龍弘（真言宗僧侶）
- 永田浩三（NHKテレビプロデューサー）
- 中野東禅（禅学者、曹洞宗僧侶）
- 長柄行光（梵字書家、サンスクリット学者、真言宗僧侶）
- 丹生晃市（丹生都比売神社宮司）
- 橋爪良恒（真言宗僧侶）
- 長谷川正浩（弁護士）
- 日野原正（元獨協医科大学教授）
- 碑文谷創（ジャーナリスト、雑誌『SOGI』編集長）
- 廣澤隆之（大正大学教授）
- 藤原新也（写真家）
- 炎太鼓（女性和太鼓チーム）
- 牧宥恵（仏画師）
- 松岡正剛（編集工学研究所所長）
- 松田達夫（大本・人類愛善会事務局長）
- 松長有慶（密教学者）
- 宮坂宥洪（密教研究者、真言宗僧侶）
- 夢枕獏（作家）
- 頼富本宏（密教学者）

などがいる。

## 関連リンク
- 永坂嘉光オフィシャルブログ
- 丹生都比売神社（公式サイト）